# Шеффленц
Шеффленц (нім. Schefflenz) — громада в Німеччині, знаходиться в землі Баден-Вюртемберг. Підпорядковується адміністративному округу Карлсруе. Входить до складу району Неккар-Оденвальд.
Площа — 36,97 км2. Населення становить 3897 ос. (станом на 31 грудня 2020).